# Union de Fribourg
L'Union catholique d'études sociales et économiques, appelée aussi Union de Fribourg, était un cercle de réflexion siégeant à Fribourg (Suisse) dès 1884 pour résoudre la « question sociale ». Jusqu'en 1891, elle a réuni chaque année les principales figures du catholicisme social naissant. Ses travaux passent pour avoir été l'une des principales sources d'inspiration du pape Léon XIII pour la rédaction de Rerum Novarum, l'encyclique fondatrice de la doctrine sociale moderne de l'Église catholique publiée en 1891.

## Origines
Trois courants alimentaient la pensée de ce cercle d'études :
- le mouvement catholique allemand fondé par un prêtre, le baron Emmanuel de Ketteler, futur évêque de Mayence ;
- les catholiques sociaux autrichiens du baron de Vogelsang ;
- les Français de l'Œuvre des Cercles catholiques d’ouvriers fondée à partir de « l’association de Jeunes Ouvriers de Notre-Dame de Nazareth » créée par l’abbé Maurice Maignen, frère de Saint-Vincent-de-Paul et rassemblant divers conférenciers catholiques tels que le comte Albert de Mun, le marquis René de La Tour du Pin, Émile Keller ou encore Léon Harmel pour contribuer à "rétablir l’harmonie sociale".

## Organisation
Si l'Union était présidée par l'évêque de Lausanne et Genève, Gaspard Mermillod, le Français René de La Tour du Pin y joua un rôle décisif, dès la fondation, notamment en qualité de secrétaire du Conseil de direction.
Gaspard Mermillod avait proposé de réunir les divers cercles qui, en Allemagne, en Autriche, en France et en Suisse cherchaient à positionner l'Église catholique contre le libéralisme économique et à réfléchir sur le capitalisme et la condition ouvrière. Sensible à la question sociale il voulait que l'action de ces groupes soit coordonnée.
Au cours de la dernière session qui se tint en 1891, le comte de Blome déclara : “Le comte René de La Tour du Pin est le fondateur de cette union, c’est lui qui en a conçu l’idée, c’est lui qui l’a organisée. Il en est l’âme par la sympathie universelle qu’il inspire et comme le trait d’union entre les divers groupes nationaux dont se compose notre société” ».

## Thèmes abordés
Parmi les principaux thèmes traités lors des travaux de l'Union :
- le rôle de l'État,
- la législation nationale et internationale pour la protection des travailleurs,
- les organisations professionnelles,
- la représentation des travailleurs.

## Influences

### L'encycliqueRerum Novarum
Léon XIII suit avec un grand intérêt l’expérience. Le 30 janvier 1888, le pape reçoit le bureau de l’Union de Fribourg et demande alors à Mgr Mermillod un mémoire exposant les résultats de ses recherches. Ce corpus théorique qui alimentera sa réflexion pour préparer l’encyclique Rerum novarum (1891).

### En Suisse
- Fondation de l'Université de Fribourg (1889), notamment en lui donnant un caractère international fondé sur l’universalité catholique.
- L'Union est également à la base de l'apparition en Suisse dans les années 1880 du corporatisme, "troisième voie" entre le « capitalisme sauvage » et le socialisme[3]

### En France
- Semaines sociales de France, dont le premier président, Henri Lorin, était membre de l'Union de Fribourg

## Quelques membres

### Suisses
- Mgr Gaspard Mermillod
- Gaspard Decurtins
- Georges Python
- Ernst Feigenwinter
- Georges de Montenach

### Français
- Albert de Mun
- Henri Lorin
- René de La Tour du Pin
- Louis Milcent
- Henri Savatier

### Allemands
- Prince de Loewenstein
- Comte Kuefstein

### Autrichiens
- Karl von Vogelsang
- Gustave Blome (de)

- Père de Pascal
- Père Lehmkuhl
- Alfred et Louis de Liechtenstein
- Comte de Pergen